# Стрижак, Николай Георгиевич
Николай Георгиевич Стрижак (31 марта 1926, Запорожье — 27 декабря 2003, Санкт-Петербург) — советский и российский художник-график, искусствовед, военный инженер, педагог и журналист. Окончил Ленинградскую военно-воздушную академию имени Можайского в 1954 году, выйдя в отставку, окончил факультет журналистики ЛГУ в 1976 году и учился в Ленинградском институте живописи (1969—1974). Член Союза художников СССР (1976) и Союза журналистов СССР. Проживал в Ленинграде.
Наибольшую известность получил как создатель около 500 экслибрисов, автор сюит книжных знаков на литературные темы. Широкую известность получили его альбомы «Мифы и легенды в экслибрисе», «10 и 12 сюжетов по Н. Гоголю в экслибрисе», «Пушкиниана в экслибрисе», «Фридрих Шиллер в экслибрисе», «„Слово о полку Игореве“ в экслибрисе», «Евгений Онегин» и другие. Известен также как автор рисунков к почтовым конвертам, которые изготавливались малыми тиражами и отражали оригинальный стиль автора. Н.Г.Стрижак любил пропускать конверты через почту, чтобы они становились полноценными почтовыми документами, оставаясь при этом уникальными произведениями малотиражной графики. 
Работы Стрижака экспонировались более чем на 120 выставках, неизбежно привлекая к себе внимание как рядового зрителя, так и специалистов.
Дочери: Вероника (Ника) Стрижак (род. 1962) — российский кинорежиссёр-документалист, телеведущая; Юлия Стрижак (род. 1960) — директор Мюзик-холла.